# Brug 1096
Brug 1096 is een bouwkundig kunstwerk In Amsterdam-Zuidoost. De brug maakt deel uit van het Kelbergenpad, een meer dan vier kilometer lang voet- en fietspad door het stadsdeel. 

## Brug 1096
Alhoewel de meeste bruggen uit de serie 1000-1099 stammen uit de periode 1967/1968 toen de wijk Bijlmermeer werd ingericht, geldt dat niet voor brug 1096. De omliggende wijk, bekend als E-buurt werd toen wel ook volgebouwd met flats als Eeftink, Echtenstein en Egeldonk en bijbehorende infrastructuur. 
Bij een grote saneringsronde rond 2000 werden de hoogbouwflats in de E-buurt gesloopt (een klein stuk van Echtenstein en Egeldonk bleven staan) en kwam er een nieuw stratenplan met laagbouw of te wel eengezinswoningen. Ook de straatnamen wijzigden rigoureus. In de E-buurt kwam een wijk met namen die verwezen naar de topografie van Zuid-Afrika, maar dan steeds beginnend met een E. Deze brug 1096 ligt dan ook in het verlengde van Entabeni, een straat vernoemd naar een natuurreservaat nabij de rivier Limpopo.
Aan de overzijde van de watergang zijn straatnamen vernoemd naar politici; zo loopt het Kelbergenpad hier langs de Rosa Luxemburgstraat (Rosa Luxemburg). De brug stamt uit de periode rond 2007, de architect is onbekend. De brug kent een betonnen overspanning gedragen door v-vormige brugpijlers met daarop enigszins wijkende metalen brugleuningen.

## Brug 1112
Brug 1096 kwam in de plaats van brug 1112, een creatie van Dirk Sterenberg van de Dienst der Publieke Werken. Die hanteerde voor brug 1112 een standaard ontwerp dat ook in de 21e eeuw nog volop in de wijk te vinden is (doorkijkgaten in de borstweringen).
<<< · 1000 · 1001 · 1002 · 1003 · 1004 · 1005 · 1006 · 1007 · 1008 · 1009 · 1010 · 1011 · 1012 · 1013 · 1014 · 1018 · 1028 · 1029 · 1030 · 1032 · 1033 · 1034 · 1035 · 1036 · 1037 · 1038 · 1039 · 1040 · 1041 · 1044 · 1045 · 1046 · 1048 · 1049 · 1050 · 1051 · 1062 · 1063 · 1064 · 1065 · 1066 · 1067 · 1076 · 1077 · 1078 · 1083 · 1090 · 1092 · 1093 · 1094 · 1095 · 1096 · 1097 · 1098 · 1099 · >>>
Brugnummers  1015, 1016, 1017, 1019, 1020, 1021, 1022, 1023, 1024, 1025, 1026, 1027, 1031, 1042, 1043, 1047, 1052/1053 (niet gebouwd), 1054, 1055, 1056, 1057, 1058, 1059, 1060, 1061, 1068, 1069-1075, 1079, 1080, 1081, 1082, 1084-1088, 1089 en 1091 (onbekend) zijn niet meer vergeven. De meesten daarvan zijn gesloopt in verband met sanering Zuidoost. Alle bruggen lagen en liggen in Zuidoost behalve bruggen 1000 en 1002.
1. ↑  Er ligt hier een verspringing van het Kelbergenpad richting het oosten.